# Liste der Mitglieder des Sangiin (23. Wahlperiode)
Diese Liste verzeichnet die Mitglieder des Sangiin, dem Oberhaus der japanischen Nationalversammlung (Kokkai), in der 23. Wahlperiode (2013–2016). Die 184. (außerordentliche) Nationalversammlung, die erste Sitzung nach der Sangiin-Wahl 2013, wurde am 2. August 2013 eröffnet.

## Fraktionen
| Fraktion (Abkürzung)                                                                             | Wahlergebnis (Parteien) (Sangiin-Wahl 2013) | Beginn der Legislaturperiode (184. Kokkai) | Stand 20. September 2014 (vor 187. Kokkai) | Zugänge | Abgänge | Saldo |
| ------------------------------------------------------------------------------------------------ | ------------------------------------------- | ------------------------------------------ | ------------------------------------------ | --- | --- | ----- |
| Liberaldemokratische Partei (LDP) Jiyūminshutō                                                   | 115                                         | 114                                        | 114                                        | Horiuchi (Nachrücker) | Yamazaki M. (Präsident) | 0     |
| Demokratische Partei/Shinryokufūkai (DPJ) Minshutō・Shinryokufūkai                               | 59                                          | 59                                         | 58                                         | | Koshiishi (Vizepräsident) | −1    |
| Kōmeitō                                                                                          | 20                                          | 20                                         | 20                                         | | | 0     |
| Minna no Tō (Minna)                                                                              | 18                                          | 18                                         | 12                                         | Tanaka S. (Nachrücker) | Ono (Austritt) Kawada (Austritt) Shibata (Austritt) Terata (Austritt) Fujimaki Y. (Austritt) Mayama (Austritt) Eguchi (Austritt)                                       | −6    |
| Kommunistische Partei Japans (KPJ) Nihon Kyōsantō                                                | 11                                          | 11                                         | 11                                         | | | 0     |
| Nippon Ishin no Kai/Yui no Tō (Ishin) (bis April 2014 nur Ishin no Kai)                          | 9                                           | 9                                          | 11                                         | Ono (Fraktionsgemeinschaft) Kawada (Fraktionsgemeinschaft) Shibata (Fraktionsgemeinschaft) Terata (Fraktionsgemeinschaft) Mayama (Fraktionsgemeinschaft) | Inoki (Austritt) Nakano (Austritt) Nakayama (Austritt) | +2    |
| Jisedai no Tō (Jisedai) (Abspaltung von Ishin no Kai im August 2014)                             | –                                           | –                                          | 4                                          | Inoki (Gründung) Nakano (Gründung) Nakayama (Gründung) Eguchi (Beitritt)                                                                                 | | +4    |
| Sozialdemokratische Partei (SDP)/ „Bund zum Schutz der Verfassung“ Shakaiminshutō・goken rengō   | 3                                           | 3                                          | 3                                          | | | 0     |
| Shintō Kaikaku (Kaikaku) /„Versammlung der Unabhängigen“ Shintō Kaikaku・mushozoku no kai        | 1 (Kaikaku)                                 | 3                                          | 3                                          | | | 0     |
| Seikatsu no Tō (Seikatsu)                                                                        | 2                                           | 2                                          | 2                                          | | | 0     |
| Yui no Tō (Yui) (Fraktion ab Februar 2014; gemeinsame Fraktion mit Ishin no Kai seit April 2014) | –                                           | –                                          | –                                          | Ono (Gründung) Kawada (Gründung) Shibata (Gründung) Terata (Gründung) Fujimaki Y. (Gründung) Mayama (Gründung)                                           | Fujimaki Y. † Ono (Fraktionsgemeinschaft) Kawada (Fraktionsgemeinschaft) Shibata (Fraktionsgemeinschaft) Terata (Fraktionsgemeinschaft) Mayama (Fraktionsgemeinschaft) | 0     |
| Fraktionslos                                                                                     | 3 (Unabhängige) 1 (Shadaitō)                | 2                                          | 4                                          | Yamazaki M. (Präsident) Koshiishi (Vizepräsident) | | +2    |
| Summe                                                                                            | 242                                         | 241                                        | 242                                        | | | +1    |

## Präsidium
- Präsident
  - Yamazaki Masaaki, fraktionslos (vorher Liberaldemokratische Partei), 2013–
- Vizepräsident
  - Koshiishi Azuma, fraktionslos (vorher Demokratische Partei), 2013–

## Kabinette
- Zu Beginn der Sitzungsperiode: Kabinett Abe II

## Abgeordnete
Anmerkungen:
- Die Spalte „Amtszeit“ führt die Anzahl der [Wieder-]Wahlen (tōsen kaisū) auf, die verkürzte Amtszeiten als Nachrücker (kuriage tōsen) oder nach Nachwahlen (hoketsu senkyo) einschließt. Die vorangegangenen Wahlen erfolgten nicht in allen Fällen im selben Wahlkreis. Nicht eingeschlossen sind Amtszeiten als Abgeordneter im Shūgiin.
- Nicht aufgeführt sind Mitgliedschafts- oder Fraktionswechsel aus der vorangegangenen Wahlperiode, auch bei Abgeordneten die 2010 gewählt wurden, deren Amtszeit 2016 endet. Erst Fraktionswechsel nach der Wahl 2013 sind in der Spalte „Sonstiges“ vermerkt.
- Wegen einer Umstellung der Mandatszahlen in vier Präfekturen (Fukushima, Gifu, Kanagawa, Osaka), die bei den Wahlen 2013 und 2016 umgesetzt wird, werden diese vier in der 23. Wahlperiode jeweils durch eine ungerade Zahl von Abgeordneten vertreten.

| Name                  | Fraktion     | Wahlkreis bzw. Verhältniswahl | Ende der Amtszeit | Amtszeit | Sonstiges |
| --------------------- | ------------ | ----------------------------- | ----------------- | -------- | --- |
| Adachi Shin’ya        | DPJ          | Ōita                          | 2016              | 2        | |
| Aichi Jirō            | LDP          | Miyagi                        | 2019              | 3        | |
| Aihara Kumiko         | DPJ          | Verhältniswahl                | 2019              | 2        | |
| Akaike Masaaki        | LDP          | Verhältniswahl                | 2019              | 1        | |
| Akaishi Kiyomi        | LDP          | Verhältniswahl                | 2016              | 1        | |
| Akino Kōzō            | Kōmeitō      | Verhältniswahl                | 2016              | 1        | |
| Aoki Kazuhiko         | LDP          | Shimane                       | 2016              | 1        | |
| Arai Hiroyuki         | Kaikaku      | Verhältniswahl                | 2016              | 2        | |
| Araki Kiyohiro        | Kōmeitō      | Verhältniswahl                | 2016              | 4        | |
| Arimura Haruko        | LDP          | Verhältniswahl                | 2019              | 3        | |
| Arita Yoshifu         | DPJ          | Verhältniswahl                | 2016              | 1        | |
| Azuma Tōru            | Ishin        | Osaka                         | 2019              | 1        | |
| Baba Seishi           | LDP          | Kumamoto                      | 2019              | 1        | |
| Daimon Mikishi        | KPJ          | Verhältniswahl                | 2016              | 3        | |
| Date Chūichi          | LDP          | Hokkaidō                      | 2019              | 3        | |
| Dōko Shigeru          | LDP          | Toyama                        | 2019              | 1        | |
| Eda Satsuki           | DPJ          | Okayama                       | 2016              | 4        | |
| Eguchi Katsuhiko      | Jisedai      | Verhältniswahl                | 2016              | 1        | Gewählt für die Minna no Tō, Austritt und Beitritt zur Jisedai no Tō im August 2014 (Parteiaustritt bereits Juli 2014) |
| Ejima Kiyoshi         | LDP          | Yamaguchi                     | 2016              | 1        | |
| Esaki Takashi         | DPJ          | Verhältniswahl                | 2016              | 1        | |
| Etō Seiichi           | LDP          | Verhältniswahl                | 2019              | 2        | |
| Fujii Motoyuki        | LDP          | Verhältniswahl                | 2016              | 2        | |
| Fujikawa Masahito     | LDP          | Aichi                         | 2016              | 1        | |
| Fujimaki Takeshi      | Ishin        | Verhältniswahl                | 2019              | 1        | |
| Fujimaki Yukio        | Yui          | Verhältniswahl                | 2016              | 1        | Minna no Tō, Austritt und Gründung der Yui no Tō im Dezember 2013 (Partei)/Februar 2014 (Fraktion); † 16. März 2014    |
| Fujimoto Yūji         | DPJ          | Shizuoka                      | 2016              | 2        | |
| Fujisue Kenzō         | DPJ          | Verhältniswahl                | 2016              | 2        | |
| Fujita Yukihisa       | DPJ          | Ibaraki                       | 2019              | 2        | |
| Fukuoka Takamaro      | LDP          | Saga                          | 2016              | 1        | |
| Fukushima Mizuho      | SDP          | Verhältniswahl                | 2016              | 3        | |
| Fukuyama Tetsurō      | DPJ          | Kyōto                         | 2016              | 3        | |
| Furukawa Toshiharu    | LDP          | Saitama                       | 2019              | 2        | |
| Gima Mitsuo           | Ishin        | Verhältniswahl                | 2019              | 1        | |
| Gunji Akira           | DPJ          | Ibaraki                       | 2016              | 3        | |
| Haku Shinkun          | DPJ          | Verhältniswahl                | 2016              | 2        | |
| Hamada Kazuyuki       | Kaikaku      | Tottori                       | 2016              | 1        | Parteilos |
| Hamada Masayoshi      | Kōmeitō      | Verhältniswahl                | 2016              | 2        | |
| Hamano Yoshifumi      | DPJ          | Verhältniswahl                | 2019              | 1        | |
| Hanyūda Takashi       | LDP          | Verhältniswahl                | 2019              | 1        | |
| Hasegawa Gaku         | LDP          | Hokkaidō                      | 2016              | 1        | |
| Hashimoto Seiko       | LDP          | Verhältniswahl                | 2019              | 4        | |
| Hata Yūichirō         | DPJ          | Nagano                        | 2019              | 4        | |
| Hayashi Kumiko        | DPJ          | Shiga                         | 2016              | 2        | |
| Hayashi Yoshimasa     | LDP          | Yamaguchi                     | 2019              | 4        | |
| Hiraki Daisaku        | Kōmeitō      | Verhältniswahl                | 2019              | 1        | |
| Hirano Tatsuo         | Kaikaku      | Iwate                         | 2019              | 3        | Parteilos |
| Hirota Hajime         | DPJ          | Kōchi                         | 2016              | 2        | |
| Horii Iwao            | LDP          | Nara                          | 2019              | 1        | |
| Horiuchi Tsuneo       | LDP          | Verhältniswahl                | 2016              | 1        | Nachrücker im August 2013 für den vor Eröffnung des 184. Kokkai verstorbenen Nakamura Hirohiko                         |
| Ichida Tadayoshi      | KPJ          | Verhältniswahl                | 2016              | 3        | |
| Ihara Takumi          | LDP          | Ehime                         | 2019              | 1        | |
| Inoguchi Kuniko       | LDP          | Chiba                         | 2016              | 1        | |
| Antonio Inoki         | Jisedai      | Verhältniswahl                | 2019              | 2        | Gewählt für die Nippon Ishin no Kai, Gründung der Jisedai no Tō im August 2014                                         |
| Inoue Satoshi         | KPJ          | Verhältniswahl                | 2019              | 3        | |
| Inoue Yoshiyuki       | Minna        | Verhältniswahl                | 2019              | 1        | |
| Ishibashi Michihiro   | DPJ          | Verhältniswahl                | 2016              | 1        | |
| Ishida Masahiro       | LDP          | Verhältniswahl                | 2019              | 1        | |
| Ishigami Toshio       | DPJ          | Verhältniswahl                | 2019              | 1        | |
| Ishii Hirō            | LDP          | Akita                         | 2016              | 1        | |
| Ishii Jun’ichi        | LDP          | Chiba                         | 2019              | 2        | |
| Ishii Masahiro        | LDP          | Okayama                       | 2019              | 1        | |
| Ishii Midori          | LDP          | Verhältniswahl                | 2019              | 2        | |
| Ishikawa Hirotaka     | Kōmeitō      | Osaka                         | 2016              | 1        | |
| Isozaki Tetsuji       | DPJ          | Verhältniswahl                | 2019              | 1        | |
| Isozaki Yoshihiko     | LDP          | Kagawa                        | 2016              | 1        | |
| Isozaki Yōsuke        | LDP          | Ōita                          | 2019              | 2        | |
| Itokazu Keiko         | fraktionslos | Okinawa                       | 2019              | 3        | Mitglied der Okinawa Shakai Taishūtō                                                                                   |
| Iwai Shigeki          | LDP          | Shizuoka                      | 2016              | 1        | |
| Iwaki Mitsuhide       | LDP          | Fukushima                     | 2016              | 3        | |
| Kami Tomoko           | KPJ          | Verhältniswahl                | 2019              | 3        | |
| Kamimoto Mieko        | DPJ          | Verhältniswahl                | 2019              | 3        | |
| Kaneko Genjirō        | LDP          | Nagasaki                      | 2016              | 1        | |
| Kaneko Yōichi         | DPJ          | Kanagawa                      | 2016              | 2        | |
| Katayama Satsuki      | LDP          | Verhältniswahl                | 2016              | 1        | |
| Katayama Toranosuke   | Ishin        | Verhältniswahl                | 2016              | 4        | |
| Katō Toshiyuki        | DPJ          | Verhältniswahl                | 2016              | 2        | |
| Kawada Ryūhei         | Ishin        | Verhältniswahl                | 2019              | 2        | Minna no Tō, Austritt und Gründung der Yui no Tō im Dezember 2013 (Partei)/Februar 2014 (Fraktion)                     |
| Kawano Yoshihiro      | Kōmeitō      | Verhältniswahl                | 2019              | 1        | |
| Kazama Naoki          | DPJ          | Niigata                       | 2019              | 2        | |
| Kimura Yoshio         | LDP          | Verhältniswahl                | 2019              | 1        | |
| Kira Yoshiko          | KPJ          | Tokio                         | 2019              | 1        | |
| Kishi Kōichi          | LDP          | Yamagata                      | 2016              | 3        | |
| Kitagawa Issei        | LDP          | Osaka                         | 2016              | 2        | |
| Kitamura Tsuneo       | LDP          | Verhältniswahl                | 2019              | 1        | |
| Kitazawa Toshimi      | DPJ          | Nagano                        | 2016              | 4        | |
| Kobayashi Masao       | DPJ          | Verhältniswahl                | 2016              | 2        | |
| Kōda Kuniko           | Minna        | Saitama                       | 2019              | 2        | |
| Koga Yūichirō         | LDP          | Nagasaki                      | 2019              | 1        | |
| Koike Akira           | KPJ          | Verhältniswahl                | 2019              | 3        | |
| Koizumi Akio          | LDP          | Kanagawa                      | 2016              | 2        | |
| Komiyama Yoshiharu    | DPJ          | Gifu                          | 2016              | 1        | |
| Konishi Hiroyuki      | DPJ          | Chiba                         | 2016              | 1        | |
| Kōnoike Yoshitada     | LDP          | Hyōgo                         | 2019              | 4        | |
| Kosaka Kenji          | LDP          | Verhältniswahl                | 2016              | 1        | |
| Koshiishi Azuma       | fraktionslos | Yamanashi                     | 2016              | 3        | DPJ, seit der Wahl zum Vizepräsidenten fraktionslos                                                                    |
| Kōzuki Ryōsuke        | LDP          | Ibaraki                       | 2019              | 1        | |
| Kumagai Yutaka        | LDP          | Miyagi                        | 2016              | 1        | |
| Kurabayashi Akiko     | KPJ          | Kyōto                         | 2019              | 1        | |
| Maeda Takeshi         | DPJ          | Verhältniswahl                | 2016              | 2        | |
| Maekawa Kiyoshige     | DPJ          | Nara                          | 2016              | 2        | |
| Maitachi Shōji        | LDP          | Tottori                       | 2019              | 1        | |
| Makino Takao          | LDP          | Shizuoka                      | 2019              | 2        | |
| Makiyama Hiroe        | DPJ          | Kanagawa                      | 2019              | 2        | |
| Marukawa Tamayo       | LDP          | Tokio                         | 2019              | 2        | |
| Maruyama Kazuya       | LDP          | Verhältniswahl                | 2019              | 2        | |
| Mashiko Teruhiko      | DPJ          | Fukushima                     | 2016              | 2        | |
| Mataichi Seiji        | SDP          | Verhältniswahl                | 2019              | 3        | |
| Matsuda Kōta          | Minna        | Tokio                         | 2016              | 1        | |
| Matsumura Yoshifumi   | LDP          | Kumamoto                      | 2016              | 2        | |
| Matsushita Shimpei    | LDP          | Miyazaki                      | 2016              | 2        | |
| Matsuyama Masaji      | LDP          | Fukuoka                       | 2019              | 3        | |
| Matsuzawa Shigefumi   | Minna        | Kanagawa                      | 2019              | 1        | |
| Mayama Yūichi         | Ishin        | Verhältniswahl                | 2016              | 1        | Minna no Tō, Austritt und Gründung der Yui no Tō im Dezember 2013 (Partei)/Februar 2014 (Fraktion)                     |
| Mihara Junko          | LDP          | Verhältniswahl                | 2016              | 1        | |
| Miki Tōru             | LDP          | Tokushima                     | 2019              | 1        | |
| Miyake Shingo         | LDP          | Kagawa                        | 2019              | 1        | |
| Miyamoto Shūji        | LDP          | Verhältniswahl                | 2019              | 1        | |
| Miyazawa Yōichi       | LDP          | Hiroshima                     | 2016              | 1        | |
| Mizote Kensei         | LDP          | Hiroshima                     | 2019              | 2        | |
| Mizuno Ken’ichi       | Minna        | Chiba                         | 2016              | 1        | |
| Mizuochi Toshiei      | LDP          | Verhältniswahl                | 2016              | 2        | |
| Mizuoka Shun’ichi     | DPJ          | Hyōgo                         | 2016              | 2        | |
| Mori Masako           | LDP          | Fukushima                     | 2019              | 2        | |
| Morimoto Shinji       | DPJ          | Hiroshima                     | 2019              | 1        | |
| Moriya Hiroshi        | LDP          | Yamanashi                     | 2019              | 1        | |
| Muroi Kunihiko        | Ishin        | Verhältniswahl                | 2019              | 2        | |
| Nagahama Hiroyuki     | DPJ          | Chiba                         | 2019              | 2        | |
| Nagamine Makoto       | LDP          | Miyazaki                      | 2019              | 1        | |
| Nagasawa Hiroaki      | Kōmeitō      | Verhältniswahl                | 2016              | 1        | |
| Nakagawa Masaharu     | LDP          | Tokio                         | 2016              | 2        | |
| Nakahara Yaichi       | LDP          | Niigata                       | 2016              | 1        | |
| Nakaizumi Matsuji     | LDP          | Akita                         | 2019              | 1        | |
| Nakanishi Kenji       | Minna        | Kanagawa                      | 2016              | 1        | |
| Nakanishi Yūsuke      | LDP          | Tokushima                     | 2016              | 1        | |
| Nakano Masashi        | Jisedai      | Verhältniswahl                | 2019              | 1        | Gewählt für die Nippon Ishin no Kai, Gründung der Jisedai no Tō im August 2014                                         |
| Nakasone Hirofumi     | LDP          | Gunma                         | 2016              | 5        | |
| Nakayama Kyōko        | Jisedai      | Verhältniswahl                | 2019              | 2        | Gewählt für die Nippon Ishin no Kai, Gründung der Jisedai no Tō im August 2014                                         |
| Namba Shōji           | DPJ          | Verhältniswahl                | 2016              | 1        | |
| Naoshima Masayuki     | DPJ          | Verhältniswahl                | 2016              | 4        | |
| Nataniya Masayoshi    | DPJ          | Verhältniswahl                | 2016              | 2        | |
| Nihi Sōhei            | KPJ          | Verhältniswahl                | 2019              | 2        | |
| Niizuma Hideki        | Kōmeitō      | Verhältniswahl                | 2019              | 1        | |
| Ninoyu Satoshi        | LDP          | Kyōto                         | 2016              | 2        | |
| Ninoyu Takeshi        | LDP          | Shiga                         | 2019              | 1        | |
| Nishida Makoto        | Kōmeitō      | Saitama                       | 2016              | 2        | |
| Nishida Shōji         | LDP          | Kyōto                         | 2019              | 2        | |
| Nishimura Masami      | DPJ          | Verhältniswahl                | 2016              | 1        | |
| Noda Kuniyoshi        | DPJ          | Fukuoka                       | 2019              | 1        | |
| Nogami Kōtarō         | LDP          | Toyama                        | 2016              | 2        | |
| Nomura Tetsurō        | LDP          | Kagoshima                     | 2016              | 2        | |
| Odachi Motoyuki       | DPJ          | Osaka                         | 2016              | 2        | |
| Ogawa Katsuya         | DPJ          | Hokkaidō                      | 2019              | 4        | |
| Ogawa Toshio          | DPJ          | Tokio                         | 2016              | 3        | |
| Ōie Satoshi           | LDP          | Fukuoka                       | 2016              | 1        | |
| Okada Hiroshi         | LDP          | Ibaraki                       | 2016              | 3        | |
| Okada Naoki           | LDP          | Ishikawa                      | 2016              | 2        | |
| Ōkubo Tsutomu         | DPJ          | Fukuoka                       | 2016              | 2        | |
| Ono Jirō              | Ishin        | Verhältniswahl                | 2016              | 1        | Minna no Tō, Austritt und Gründung der Yui no Tō im Dezember 2013 (Partei)/Februar 2014 (Fraktion)                     |
| Ōno Motohiro          | DPJ          | Saitama                       | 2016              | 1        | |
| Ōno Yasutada          | LDP          | Gifu                          | 2019              | 1        | |
| Ōnuma Mizuho          | LDP          | Yamagata                      | 2019              | 1        | |
| Ōshima Kusuo          | DPJ          | Verhältniswahl                | 2019              | 2        | |
| Ōta Fusae             | LDP          | Verhältniswahl                | 2019              | 1        | |
| Otsuji Hidehisa       | LDP          | Kagoshima                     | 2019              | 5        | |
| Ōtsuka Kōhei          | DPJ          | Aichi                         | 2019              | 3        | |
| Renhō                 | DPJ          | Tokio                         | 2016              | 2        | |
| Saitō Yoshitaka       | DPJ          | Aichi                         | 2016              | 1        | |
| Sakai Yasuyuki        | LDP          | Aichi                         | 2019              | 1        | |
| Sakurai Mitsuru       | DPJ          | Miyagi                        | 2016              | 3        | |
| Santō Akiko           | LDP          | Verhältniswahl                | 2019              | 7        | |
| Sasaki Sayaka         | Kōmeitō      | Kanagawa                      | 2019              | 1        | |
| Satō Masahisa         | LDP          | Verhältniswahl                | 2019              | 2        | |
| Satō Nobuaki          | LDP          | Verhältniswahl                | 2019              | 2        | |
| Satō Yukari           | LDP          | Verhältniswahl                | 2016              | 1        | |
| Sekiguchi Masakazu    | LDP          | Saitama                       | 2016              | 3        | |
| Sekō Hiroshige        | LDP          | Wakayama                      | 2019              | 4        | |
| Shiba Hirokazu        | DPJ          | Mie                           | 2016              | 2        | |
| Shibata Takumi        | Ishin        | Verhältniswahl                | 2016              | 1        | Minna no Tō, Austritt und Gründung der Yui no Tō im Dezember 2013 (Partei)/Februar 2014 (Fraktion)                     |
| Shimada Saburō        | LDP          | Shimane                       | 2019              | 1        | |
| Shimajiri Aiko        | LDP          | Okinawa                       | 2016              | 2        | |
| Shimamura Dai         | LDP          | Kanagawa                      | 2019              | 1        | |
| Shimba Kazuya         | DPJ          | Shizuoka                      | 2019              | 3        | |
| Shimizu Takayuki      | Ishin        | Hyōgo                         | 2019              | 1        | |
| Shuhama Ryō           | Seikatsu     | Iwate                         | 2016              | 2        | |
| Suematsu Shinsuke     | LDP          | Hyōgo                         | 2016              | 2        | |
| Sugi Hisatake         | Kōmeitō      | Osaka                         | 2019              | 1        | |
| Takagai Emiko         | LDP          | Verhältniswahl                | 2016              | 1        | |
| Takahashi Katsunori   | LDP          | Tochigi                       | 2019              | 1        | |
| Takano Kōjirō         | LDP          | Kōchi                         | 2019              | 1        | |
| Takemi Keizō          | LDP          | Tokio                         | 2019              | 4        | |
| Takeya Toshiko        | Kōmeitō      | Tokio                         | 2016              | 1        | |
| Takinami Hirofumi     | LDP          | Fukui                         | 2019              | 1        | |
| Takisawa Motome       | LDP          | Aomori                        | 2019              | 1        | |
| Tamura Tomoko         | KPJ          | Verhältniswahl                | 2016              | 1        | |
| Tanaka Naoki          | LDP          | Niigata                       | 2016              | 3        | |
| Tanaka Shigeru        | Minna        | Verhältniswahl                | 2016              | 1        | Nachrücker für Fujimaki Yukio im März 2014                                                                             |
| Tani Ryōko            | Seikatsu     | Verhältniswahl                | 2016              | 1        | |
| Taniai Masaaki        | Kōmeitō      | Verhältniswahl                | 2016              | 2        | |
| Tashiro Kaoru         | DPJ          | Verhältniswahl                | 2016              | 1        | |
| Tatsumi Kōtarō        | KPJ          | Osaka                         | 2019              | 1        | |
| Terata Sukeshiro      | Ishin        | Verhältniswahl                | 2016              | 1        | Minna no Tō, Austritt und Gründung der Yui no Tō im Dezember 2013 (Partei)/Februar 2014 (Fraktion)                     |
| Tokunaga Eri          | DPJ          | Hokkaidō                      | 2016              | 1        | |
| Toyoda Toshirō        | LDP          | Chiba                         | 2019              | 1        | |
| Tsuda Yatarō          | DPJ          | Verhältniswahl                | 2016              | 2        | |
| Tsuge Yoshihide       | LDP          | Verhältniswahl                | 2019              | 1        | |
| Tsukada Ichirō        | LDP          | Niigata                       | 2019              | 2        | |
| Tsuruho Yōsuke        | LDP          | Wakayama                      | 2016              | 3        | |
| Ueno Michiko          | LDP          | Tochigi                       | 2016              | 1        | |
| Uozumi Yūichirō       | Kōmeitō      | Verhältniswahl                | 2019              | 4        | |
| Uto Takashi           | LDP          | Verhältniswahl                | 2016              | 1        | |
| Wada Masamune         | Minna        | Miyagi                        | 2019              | 1        | |
| Wakabayashi Kenta     | LDP          | Nagano                        | 2016              | 1        | |
| Wakamatsu Kaneshige   | Kōmeitō      | Verhältniswahl                | 2019              | 1        | |
| Waki Masashi          | LDP          | Verhältniswahl                | 2016              | 3        | |
| Watanabe Michitarō    | Minna        | Verhältniswahl                | 2019              | 1        | |
| Watanabe Miki         | LDP          | Verhältniswahl                | 2019              | 1        | |
| Watanabe Takeyuki     | LDP          | Gifu                          | 2016              | 1        | |
| Yakura Katsuo         | Kōmeitō      | Saitama                       | 2019              | 1        | |
| Yakushiji Michiyo     | Minna        | Aichi                         | 2019              | 1        | |
| Yamada Shūji          | LDP          | Ishikawa                      | 2019              | 1        | |
| Yamada Tarō           | Minna        | Verhältniswahl                | 2016              | 1        | |
| Yamada Toshio         | LDP          | Verhältniswahl                | 2019              | 2        | |
| Yamaguchi Kazuyuki    | Minna        | Verhältniswahl                | 2019              | 1        | |
| Yamaguchi Natsuo      | Kōmeitō      | Tokio                         | 2019              | 3        | |
| Yamamoto Hiroshi      | Kōmeitō      | Verhältniswahl                | 2019              | 2        | |
| Yamamoto Ichita       | LDP          | Gunma                         | 2019              | 4        | |
| Yamamoto Junzō        | LDP          | Ehime                         | 2016              | 2        | |
| Yamamoto Kanae        | Kōmeitō      | Verhältniswahl                | 2019              | 3        | |
| Yamamoto Tarō         | fraktionslos | Tokio                         | 2019              | 1        | |
| Yamashita Yoshiki     | KPJ          | Verhältniswahl                | 2019              | 3        | |
| Yamashita Yūhei       | LDP          | Saga                          | 2019              | 1        | |
| Yamatani Eriko        | LDP          | Verhältniswahl                | 2016              | 2        | |
| Yamazaki Masaaki      | fraktionslos | Fukui                         | 2016              | 4        | LDP, seit der Wahl zum Präsidenten fraktionslos                                                                        |
| Yamazaki Tsutomu      | LDP          | Aomori                        | 2016              | 3        | |
| Yanagida Minoru       | DPJ          | Hiroshima                     | 2016              | 3        | |
| Yanagimoto Takuji     | LDP          | Osaka                         | 2019              | 1        | |
| Yanagisawa Mitsuyoshi | DPJ          | Verhältniswahl                | 2016              | 2        | |
| Yasui Misako          | DPJ          | Aichi                         | 2016              | 1        | |
| Yokoyama Shin’ichi    | Kōmeitō      | Verhältniswahl                | 2016              | 1        | |
| Yoshida Hiromi        | LDP          | Nagano                        | 2019              | 3        | |
| Yoshida Tadatomo      | SDP          | Verhältniswahl                | 2016              | 1        | |
| Yoshikawa Saori       | DPJ          | Verhältniswahl                | 2019              | 2        | |
| Yoshikawa Yūmi        | LDP          | Mie                           | 2019              | 1        | |